# Kościół Podwyższenia Krzyża Świętego w Ciepielowie
Kościół Podwyższenia Krzyża Świętego w Ciepielowie – rzymskokatolicki kościół parafialny należący do dekanatu lipskiego diecezji radomskiej.
Poprzednia świątynia drewniana z 1752 roku uległa zniszczeniu w czasie I wojny światowej. W 1904 r. podjęto pierwsze starania dotyczące budowy murowanego kościoła. Ówczesny proboszcz ks. Antoni Długosz zlecił Stefanowi Szyllerowi przygotowanie projektu świątyni. Przedstawił on plany budowy dużego trzynawowego kościoła w stylu neogotyckim. Tego projektu nie zrealizowano. Po zniszczeniu drewnianej świątyni parafia rozpoczęła budowę murowanego kościoła wg nowego projektu autorstwa inż. Stefana Wąsa. Kościół został zbudowany w latach 1922-1939 staraniem proboszcza ks. Ludwika Barskiego, parafian oraz dzięki dotacji państwowej. Świątynia została dedykowana przez sługę Bożego bp. Piotra Gołębiowskiego 14 września 1959 r.

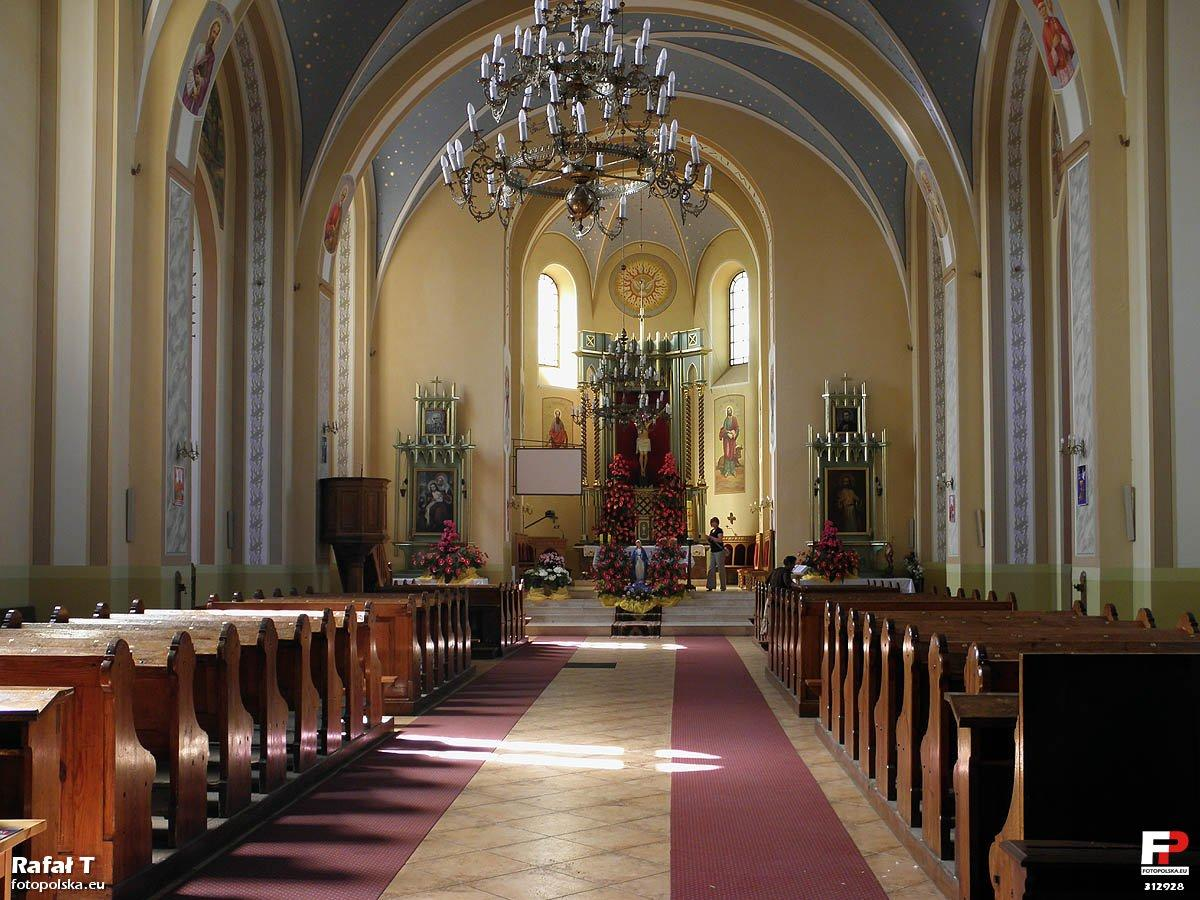
Wnętrze świątyni
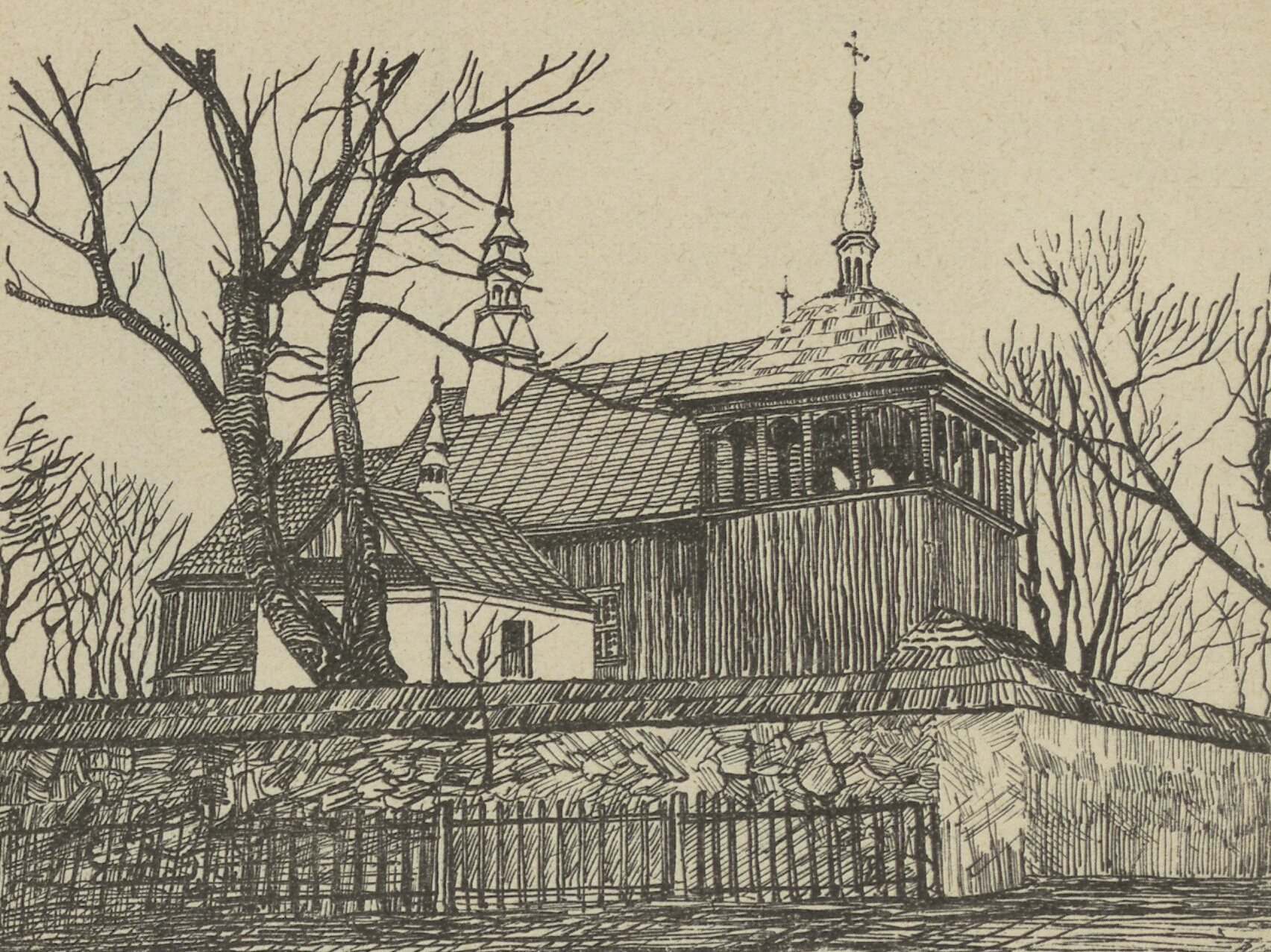
Widok starego kościoła